# Kalle Anka, Mick Jagger och jag
Kalle Anka, Mick Jagger och jag: en diggares memoarer är en fackbok av Sture Hegerfors som utgavs av Askelin & Hägglund år 1984.

## Om boken
Boken handlar om populärkulturen bland ungdomar under 50-, 60- och 70-talet, samtidigt som den är självbiografisk. I boken behandlas grundligt ämnet kultstatus, och Hegerfors tar upp ämnen som serietidningar, ungdomslitteratur och rockmusik, samtidigt som han berättar om hur det gick till när han fick träffa kändisar som Mick Jagger och Brigitte Bardot.

## Innehåll

### Exempel på kändisar som dyker upp i boken
- Rolling Stones
- Mick Jagger
- Lasse Åberg
- Brigitte Bardot

### Exempel på serietidningar som tas upp
- Fantomen
- Katten Gustaf
- Karl-Alfred

### Annat som tas upp
- Böckerna om Biggles
- Filmen Tarzan, apmannen och andra gamla Tarzan-filmer
- Pelle Svanslös
- Kalle Anka – både serietidningen och de tecknade filmerna